# Елагин, Григорий Лукьянович
Григорий Лукьянович Елагин (1894—1917) — русский солдат, борец за установление Советской власти.

## Биография
Родился в деревне Картошово Алексинского района Тульской области.
В семье было шестеро детей.
В 1905 году вместе с отцом уехал на заработки в Одессу. Работал «мальчиком» в трактире, вначале бесплатно «за харчи», потом за деньги.
Впоследствии работал на заводе учеником слесаря.
В 1910 году был уволен с завода, как один из зачинщиков забастовки. Переехал в Екатеринослав, а затем в Москву, где поступил работать на завод «Дукс».
Был призван в армию. Служил в Павлово-Посаде близ Москвы.
Погиб в октябрьских боях 1917 года за Советскую власть в Москве.
Похоронен у Кремлёвской стены.